# Filtre linéaire
Un filtre linéaire est, en traitement du signal, un système qui applique un opérateur linéaire à un signal d'entrée. Les filtres linéaires sont rencontrés le plus souvent en électronique, mais il est possible d'en trouver en mécanique ou dans d'autres technologies.

## Classification

### Réponse impulsionnelle
Une réponse impulsionnelle est la sortie d'un système dont l'entrée est une impulsion de Dirac({\displaystyle \delta }).
Les filtres linéaires peuvent être divisés en deux groupes : les filtres à réponse impulsionnelle infinie et les filtres à réponse impulsionnelle finie.
Pour ceux à réponse impulsionnelle finie, la sortie du système dépend uniquement de l'entrée alors que pour ceux à réponse impulsionnelle infinie, la sortie du système dépend à la fois de l'entrée et des sorties précédentes.

### Réponse fréquentielle
Du point de vue fréquentiel, il existe plusieurs types courants de filtres linéaires :
- Les filtres passe-bas passent les basses fréquences et coupent les hautes.
- Les filtres passe-haut passent les hautes fréquences et coupent les basses.
- Les filtres passe-bande ne laissent passer qu'une bande de fréquence limitée.
- Les filtres coupe-bande, à l'inverse, laissent passer toutes les fréquences, sauf une bande spécifique.
- Les filtres toutes-bandes n'atténuent aucune fréquence, mais altèrent leur phase, appelés aussi  déphaseurs.
- Certains filtres ne sont pas conçus pour arrêter une fréquence, mais pour modifier légèrement le gain à différentes fréquences, comme les égaliseurs.

### Types de filtres linéaires
Les filtres linéaires opèrent physiquement soit dans le domaine temporel (électricité, mécanique, son, ...) soit dans le domaine spatial (traitement d'image). La description la plus parlante se situe dans le domaine fréquentiel car elle fait apparaître l'amplification et le déphasage d'une sinusoïde dont la fréquence est inchangée (c'est la caractéristique d'un système linéaire) sous la forme de la fonction de transfert exprimée en fréquences. La transformation de Fourier fait passer au domaine temporel ou spatial dans lequel le filtre est représenté par sa réponse impulsionnelle (pour une présentation différente voir Système mécanique linéaire).
À côté des filtres analogiques traditionnels existent des filtres numériques dans lesquels la convolution avec le signal d'entrée numérisé utilise une matrice et non une fonction mathématique.
Les filtres spatiaux se distinguent en général des filtres temporels par le fait qu'ils portent sur au moins deux variables.

## Conception
Tout filtre linéaire est entièrement décrit par sa réponse fréquentielle et sa réponse de phase, liée à sa réponse impulsionnelle. Du point de vue mathématique, un filtre continu à réponse impulsionnelle infinie peut être décrit en termes d'équations différentielles linéaires et sa réponse impulsionnelle comme la fonction de Green des équations. Il est également possible d'exprimer la fonction de transfert du filtre à l'aide de la transformée de Laplace de leur réponse impulsionnelle ; cette méthode permet d'analyser simplement le filtre en considérant les pôles et les zéros de la transformée de Laplace.
Avant la généralisation des outils informatiques de synthèse de filtre, les outils graphiques comme le diagramme de Bode ou le diagramme de Nyquist étaient énormément employés. Ils demeurent d'ailleurs une aide essentielle pour appréhender le comportement d'un filtre.
Différentes méthodes de conception de filtres analogiques ont été mises au point, chacune optimisant un point spécifique, comme :
- les filtres de Bessel ;
- les filtres de Butterworth ;
- les filtres elliptiques ;
- les filtres de Tchebychev.

Ces méthodes de conception décrivent les propriétés mathématiques du filtre (réponse en fréquence et en phase). Ils peuvent être implémentés, par exemple sous forme de circuits électroniques, par d'autres méthodes.